# فدراسیون رقص ورزشی ارمنستان
فدراسیون رقص ورزشی جمهوری ارمنستان (ارمنی: Հայաստանի պարային սպորտի ֆեդերացիա) که با نام فدراسیون رقص ورزشی ارمنستان نیز شناخته می‌شود، نهاد تنظیم‌کننده رقص ورزشی در ارمنستان می‌باشد که توسط کمیته المپیک ارمنستان اداره می‌شود و مقر آن در شهر ایروان واقع شده است.

## تاریخچه
این فدراسیون در سال ۱۹۹۶ میلادی تأسیس شد و ریاست فعلی آن را گئورگی بابایان برعهده دارد. این فدراسیون عضو کامل فدراسیون جهانی رقص ورزشی (WDSF)، کنفدراسیون جهانی راک اند رول و en:DanceSport Europe می‌باشد.